# Dasychira hieroglyphica
Dasychira hieroglyphica är en fjärilsart som beskrevs av Swinhoe 1904. Dasychira hieroglyphica ingår i släktet Dasychira och familjen tofsspinnare. Inga underarter finns listade i Catalogue of Life.